# Nazionale maschile di rugby a 15 della Mauritania
La nazionale di rugby XV della Mauritania rappresenta la Mauritania nel rugby a 15 in ambito internazionale, dove è inclusa fra le formazioni di terzo livello.